# Ereteken voor verdienste Nederlandse Douane
Het Ereteken voor verdienste Nederlandse Douane is een Nederlandse ministeriële onderscheiding. Het ereteken werd ingesteld bij Koninklijk besluit op 7 juni 2022 en kan worden uitgereikt aan een persoon die een uitzonderlijke prestatie heeft geleverd of zich op uitzonderlijke wijze verdienstelijk heeft gemaakt voor de Douane en/of het ministerie van Financiën, in nationaal of internationaal verband.
Het ereteken heeft de vorm van een achtpuntige ster (octagram) met een middellijn van 35 millimeter en een dikte van 3 millimeter. De sterpunten zijn in hoog reliëf uitgevoerd. Op de voorzijde staat een gelauwerde caduceus, en de keerzijde toont de Latijnse woorden "HONESTAS, PERITIA, AUDACIA, COOPERATIO" in reliëf, omgeven door de tekst "KONINKRIJK DER NEDERLANDEN".
Het lint is 27 millimeter breed, met een oranje baan van 5 millimeter in het midden, geflankeerd door witte banen van 5 millimeter, symbool voor de douanebanier. Deze witte banen worden aan weerszijden vergezeld door banen van 3 millimeter in "Rijkshuisstijl Mintgroen", en de randen zijn afgewerkt met 3 millimeter brede banen in "Rijksoverheid Blauw", als symbool voor de Rijksoverheid. Bij het dragen van alleen de baton wordt een palmtak van de bijbehorende metaalsoort toegevoegd.
Museummedaille ·
Erepenning ·
Medaille van de Maatschappij tot Redding van Drenkelingen ·
Doggersbank-medaille ·
Broeder van de Orde van de Nederlandse Leeuw ·
Antwerpsche Medaille 1832 ·
Onderscheidingsteken voor Langdurige, Eerlijke en Trouwe Dienst ·
Eremedaille voor Kunst en Wetenschap ·
Eremedaille voor Voortvarendheid en Vernuft ·
De Ruyter-medaille ·
Regeringsmedaille ·
Medaille van het Carnegie Heldenfonds ·
Medaille van Verdienste van het Nederlandse Rode Kruis ·
Medaille voor trouwe dienst van het Nederlandse Rode Kruis ·
Erkentelijkheidsmedaille 1940-1945 ·
Inhuldigingsmedaille 1948 ·
Herinneringsmedaille Luchtbescherming 1940-1945 ·
Medaille van de Noord- en Zuid-Hollandsche Redding Maatschappij ·
Zilveren Anjer · 
Cultuurfonds Onderscheiding · 
Vrijwilligersmedaille Openbare Orde en Veiligheid ·
Vaardigheidsmedaille van de Nederlandse Sport Federatie ·
Inhuldigingsmedaille 1980 ·
Herinneringsmedaille VN-Vredesoperaties ·
Herinneringsmedaille Multinationale Vredesoperaties ·
Herinneringsmedaille Internationale Missies ·
Huwelijksmedaille 2002 ·
Herinneringsmedaille Buitenlandse Bezoeken ·
Marinemedaille ·
Landmachtmedaille ·
Marechausseemedaille ·
Luchtmachtmedaille
Zie ook: Ridderorden en onderscheidingen in Nederland